# La Besseyre-Saint-Mary
La Besseyre-Saint-Mary (okzitanisch: La Becèira) ist eine französische Gemeinde mit 102 Einwohnern (Stand: 1. Januar 2022) im Département Haute-Loire in der Region Auvergne-Rhône-Alpes (vor 2016 Auvergne); sie gehört zum Arrondissement Brioude und zum Kanton Gorges de l’Allier-Gévaudan.

## Geographie
Die GemeindeLa Besseyre-Saint-Mary liegt im Zentralmassiv in der Landschaft Margeride am Oberlauf der Desges, etwa 37 Kilometer westsüdwestlich von Le Puy-en-Velay. Die Gemeinde grenzt am 1497 m hohen Mont Mouchet an das Département Lozère. Umgeben wird La Besseyre-Saint-Mary von den Nachbargemeinden Auvers im Norden und Nordwesten, Desges im Nordosten, Venteuges im Osten, Saugues im Süden und Südosten sowie Paulhac-en-Margeride im Westen und Südwesten.

## Bevölkerungsentwicklung
| Jahr                       | 1962 | 1968 | 1975 | 1982 | 1990 | 1999 | 2006 | 2011 | 2020 |
| Einwohner                  | 324  | 302  | 244  | 204  | 156  | 131  | 137  | 130  | 99   |
| Quellen: Cassini und INSEE |      |      |      |      |      |      |      |      |      |

## Sehenswürdigkeiten

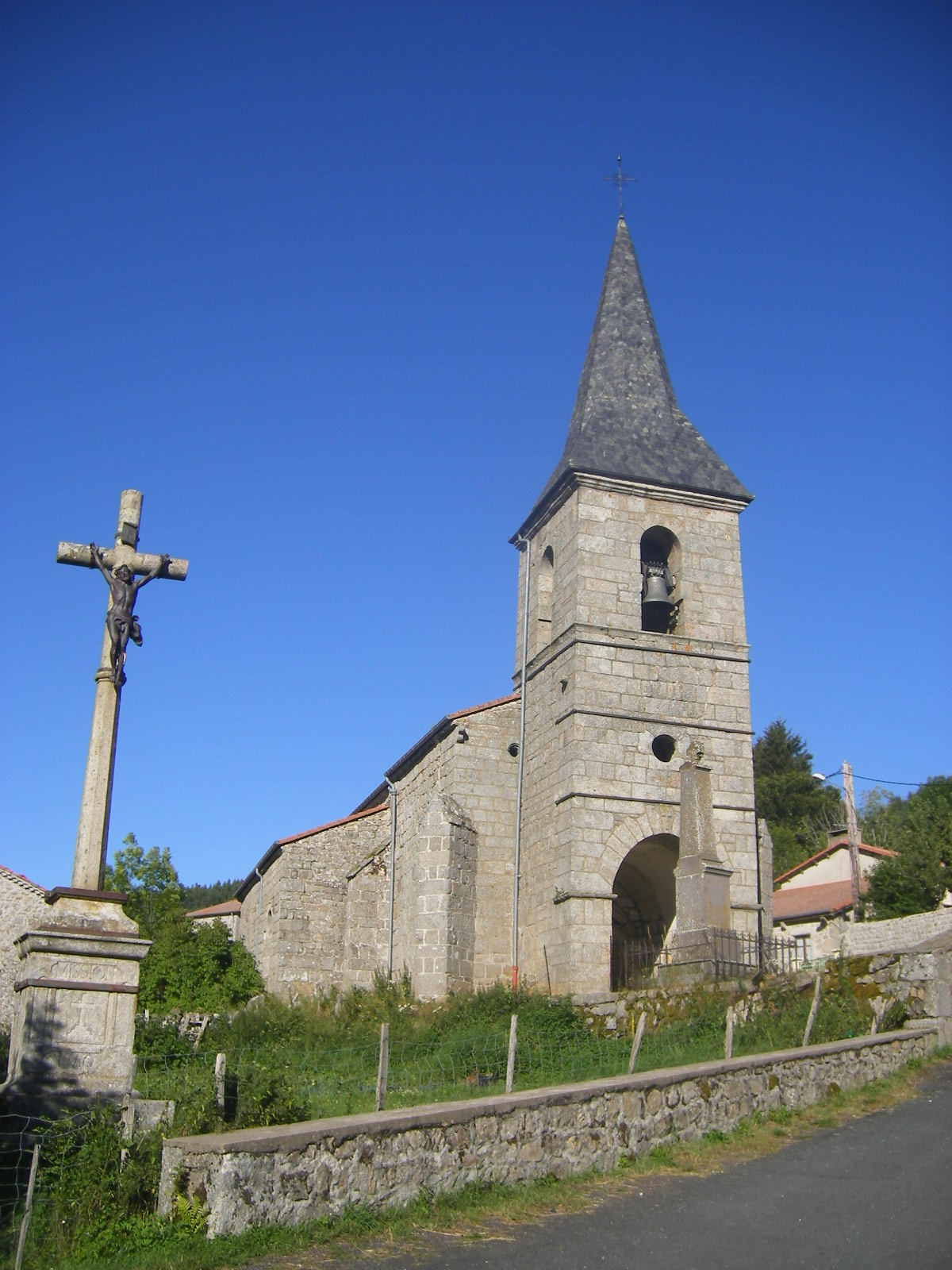
Kirche Saint-Mary
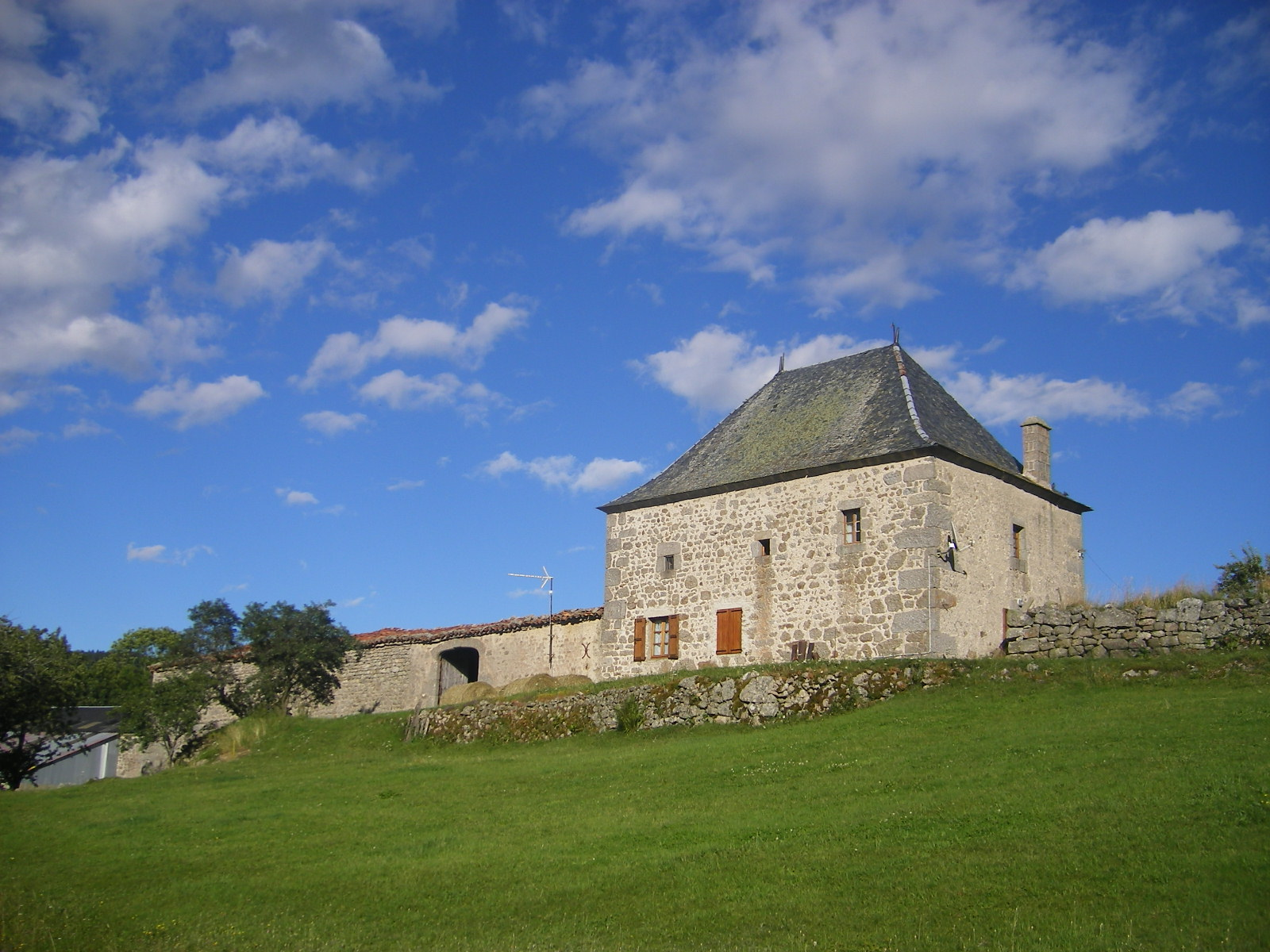
Ortsteil Le Besset
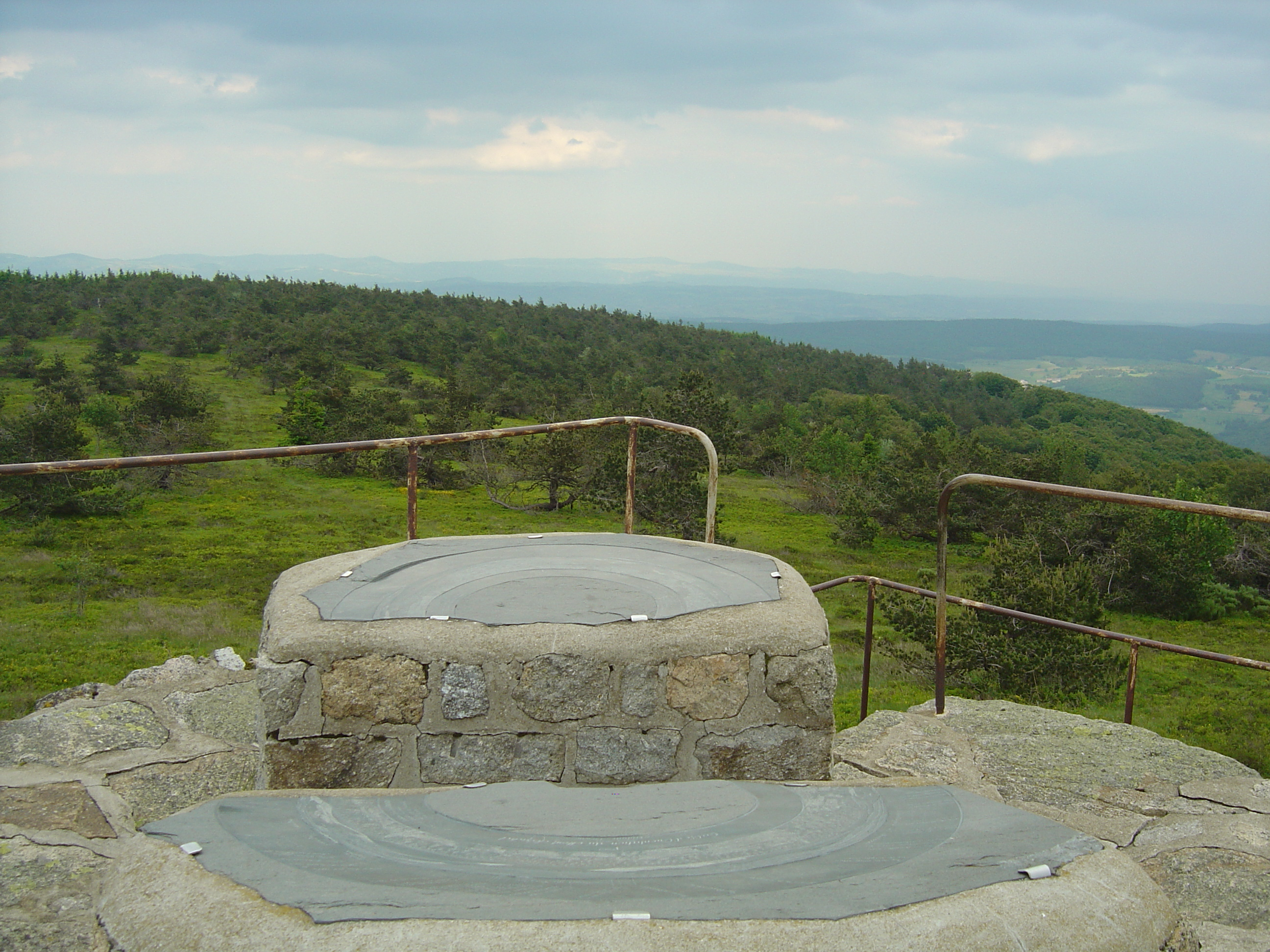
Gipfel des 1497 m hohen Mont Mouchet

- Kirche Saint-Mary
- Ortsteil Le Besset
- Gipfel des 1497 m hohen Mont Mouchet

## Persönlichkeiten
- Jean Chastel (1708–1789), Gastwirt